# Cryptocandona
Cryptocandona is een geslacht van kreeftachtigen uit de klasse van de Ostracoda (mosselkreeftjes).

## Soort
- Cryptocandona dudichi (Klie, 1930)